# Судно-электростанция

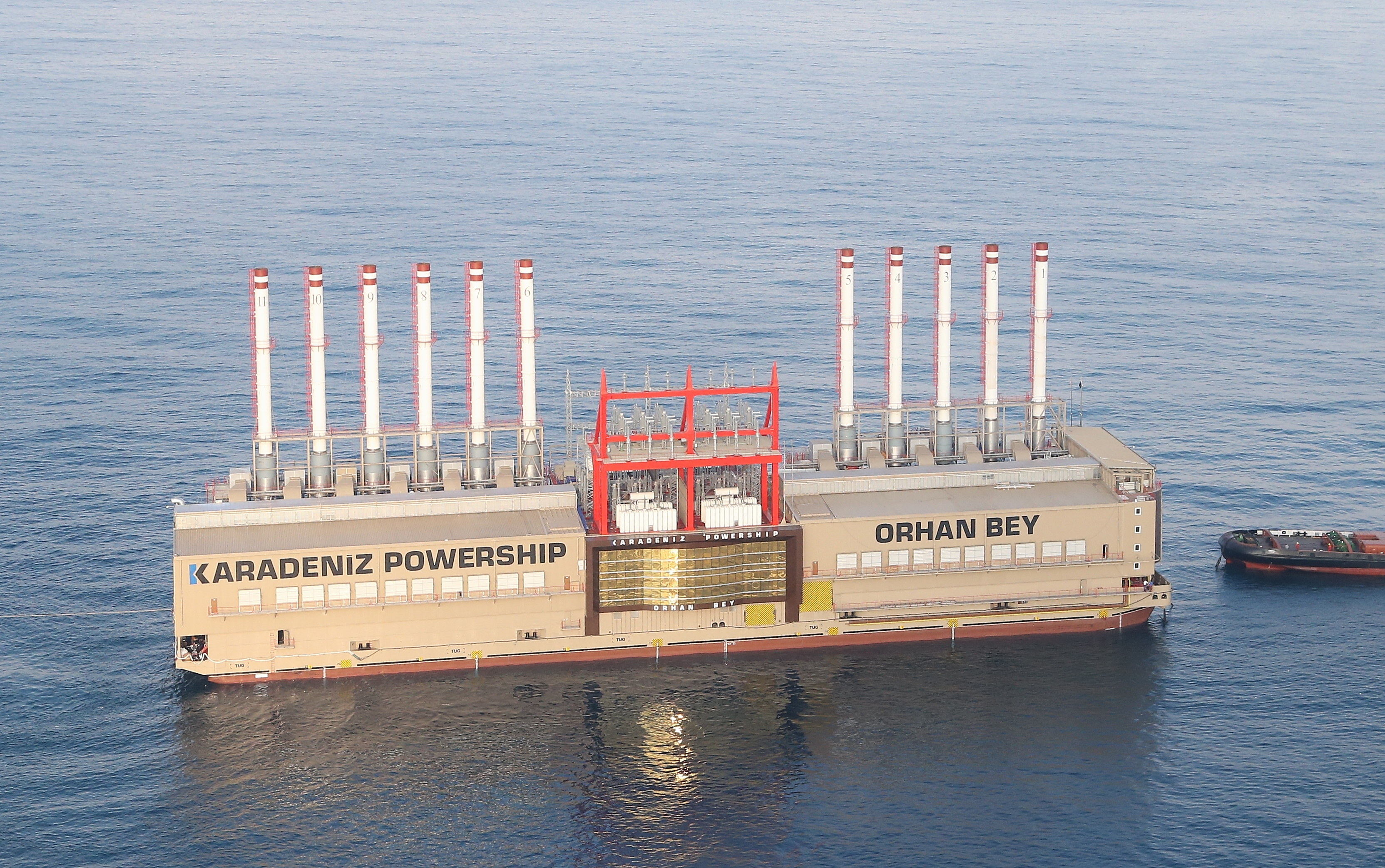
Судно-электростанция Orhan Bey, переделанное из сухогруза

Судно-электростанция — судно специального назначения, на котором установлена силовая установка для выработки электроэнергии.
Суда-электростанции, как правило переоборудованы из существующих судов. В отличие от барж-электростанций, они являются самоходными.
Суда-электростанции и баржи-электростанции могут быть оснащены одной или несколькими газовыми турбинами, поршневыми дизельными и газовыми двигателями, паровыми котлами или ядерными реакторами для выработки электроэнергии. Bureau Veritas, международное агентство по сертификации, имеющее опыт надзора как за судостроением, так и за разработкой электростанций, классифицирует такие плавучие электростанции как «электростанции специального назначения».

## История
Одним из первых судов-электростанций было SS  Jacona , переоборудованное в 1931 году компанией Newport News Shipbuilding and Drydock Company из Виргинии для Общественной службы Новой Англии в Огасте, штат Мэн. Идея пришла в голову президенту фирмы Augusta, когда однажды зимой сильный зимний шторм вывел из строя многие основные линии электропередач в Новой Англии. В случае подобных аварий  Jacona подходила  как можно ближе к пострадавшему участку и подключаясь к местной электросети, восстанавливая электроснабжение. В летние месяцы Jacona подключалась к электросетям курортных зон, где потребность в электроэнергии чрезвычайно низка в межсезонье и чрезвычайно высока в сезон летних каникул. Jacona была оснащена паровыми котлами, которые приводили в действие два генератора мощностью 10 МВт каждый. 

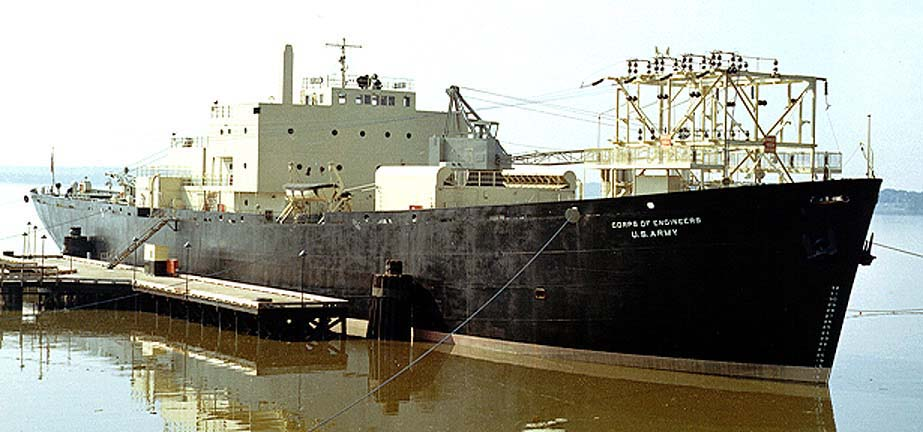
Первое судно-электростанция с ядерным реактором MH-1A

Одно время ВМС США в качестве плавучих мобильных электростанций использовали свои подводные лодки, что привело к идее постройки судов-электростанций  для ВМС США. Одним из первых таких судов в  ВМС США был USS  Saranac. Он был построен как танкер в 1942 году, а после Второй мировой войны его переоборудовали в судно-электростанцию для службы в ВМС и армии США. В 1957 году судно было продан корпорации Hugo Neu Corporation из Нью-Йорка и затем использовалось International Steel and Metal Corporation в качестве энергетического объекта за границей. В 1959 году судно было переименовано в Somerset.
Первым судном-электростанцией с ядерным реактором был MH-1A, использовавшийся в зоне Панамского канала с 1968 по 1975 год.
Суда-электростанции и баржи-электростанции имеют ряд преимуществ по сравнению с другими типами электростанций. Из-за своей мобильности они могут быть подключены к местным энергосетям для временного покрытия потребностей, когда электростанций на месте недостаточно или строительство новых электростанций потребует времени, в то время как двухтопливные двигатели на борту могут питаться либо жидким топливом либо газом.

## Современность
Некоторые недавно построенные суда-электростанции представляют собой переоборудованные крупные балкеры, которые оснащены для выработки электроэнергии бывшими в употреблении поршневыми двигателями и новыми современными двухтопливными дизельными двигателями большого диаметра, работающими на тяжелом топливе или природном газе, а также трансформаторами и электрическими распределительными щитами. Специально построенные с нуля суда-электростанции, не могут конкурировать с переоборудованными старыми судами и несамоходными баржами-электростанциями из-за более высокой стоимости строительства. Также помещения экипажа и двигательные установки недоиспользуются в течение периода эксплуатации судна, который может длиться до срока службы силовой установки.
Ожидается, что баржа или теплоход могут швартоваться в одном месте в среднем на срок от трех до пяти лет при аренде или до 20 лет в соответствии с PPA. По этой причине электростанции, если они уже построены, являются временным решением, пока не будет построена местная электростанция или не закончится высокий спрос на электроэнергию.
Karadeniz Powership Co. Ltd., торговая марка Karpowership, дочерняя компания Karadeniz Energy Group, базирующаяся в Турции, разработала и осуществляет проект под названием «Сила дружбы», целью которого является обеспечение в общей сложности 2010 МВт электроэнергии более чем десяти странам Ближнего Востока, Северной Африки и Южной Азии.
Все остальные строители судов-электростанций прекратили свою деятельность, поскольку баржи-электростанции оказались более рентабельными.
В течение 1990-х баржи-электростанции стали популярным способом обеспечения энергией развивающихся стран, когда компании, их строящие, включая таких поставщиков оборудования, как General Electric, Westinghouse, Wärtsilä и MAN; и таких разработчиков, как Smith Cogeneration, AES, GMR Vasavi, эксплуатируют плавучие электростанции для клиентов, расположенных в США (Нью-Йорк), Бангладеше (Кхулне), Доминиканской Республике, Бразилии, Эквадоре, Анголе, Нигерии, Таиланде, Гане (Эффасу), а также на Филиппинах, Ямайке, Кении и Малайзии. Инжиниринговые, закупочные и строительные компании, такие как Power Barge Corporation, Waller Marine Inc, Hyundai, IHI Corporation и Mitsui, предлагают программы строительства барж с газотурбинными двигателями, а Karadeniz Energy, MAN и Wärtsilä предлагают среднескоростные баржи с двигателями.
На сегодняшний день по всему миру развёрнуто и работает более 75 барж. Коэффициент использования барж-электростанций составляет около 95 %, при этом на мировом рынке в любой момент времени доступны только одна или две силовые баржи.
В апреле 2011 года компания Waller Marine завершила установку в Венесуэле двух больших плавучих барж для выработки электроэнергии в подготовленный бассейн в Такоа. Две баржи мощностью 171 МВт, каждая из которых поддерживает двухтопливную промышленную газовую турбину GE 7FA, подключены к энергосистеме и вскоре будут снабжать Каракас столь необходимой электроэнергией. Корпорация Power Barge недавно поставила баржу с газовой турбиной мощностью 96 МВт в Анголу, баржу Wartsila мощностью 72 МВт в Панаму и баржу с газовой турбиной мощностью 105 МВт в Венесуэлу.
В 2010-х годах Россия построила большую атомную баржу-электростанцию «Академик Ломоносов», которая была использована для замены стареющей Билибинской АЭС. С конца 2019 года «Академик Ломоносов» работает в городе Певек, снабжая близлежащие золотые прииски и населённые пункты. В 2018 году две китайские компании объявили, что построят флот атомных барж для островов Южно-Китайского моря.